# Beceroles
|  | No s'ha de confondre amb Beceroles (editorial Teide). |

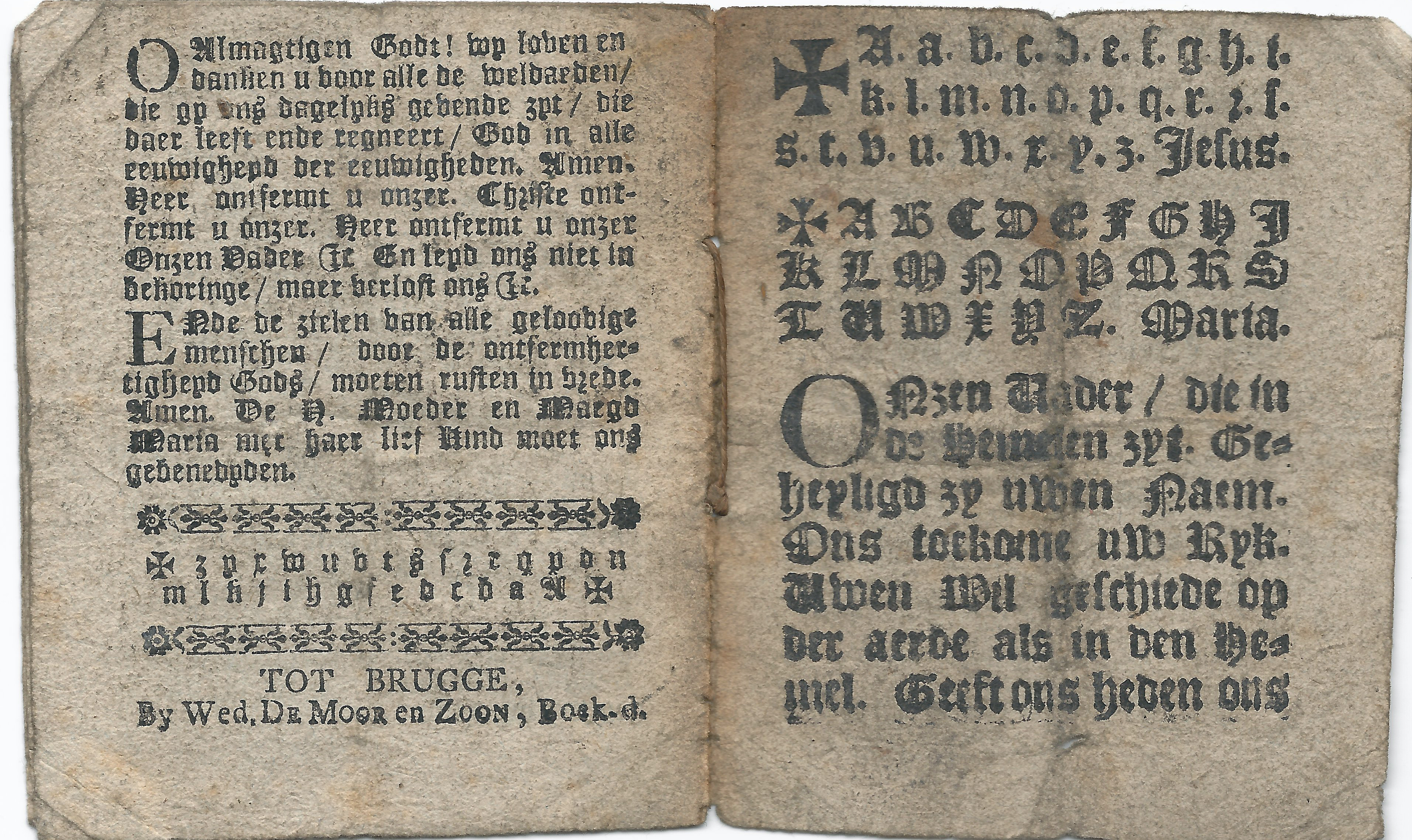
Primera i darrera pàgina d'unes antigues beceroles amb l'abc i l'inici del Parenostre en neerlandès, editat a Bruges, sine die

Beceroles (plurale tantum) són llibres o estampes que s'usaven a les escoles per aprendre la lectura. S'utilitza també la paraula abeceroles o abecedari. La pràctica lectora es feia amb oracions del catecisme.

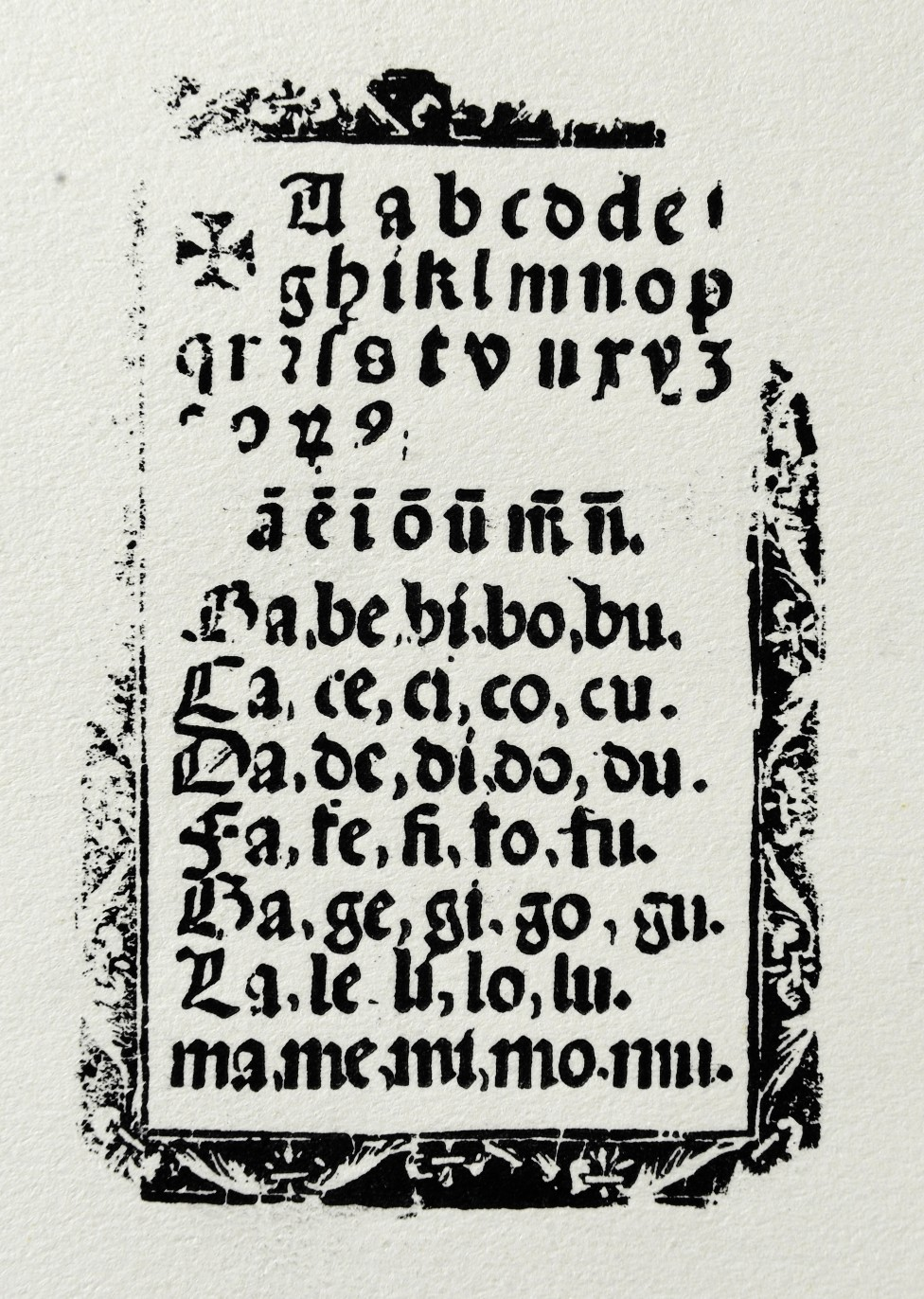
Estampa de beceroles del conservada a la Biblioteca de Catalunya

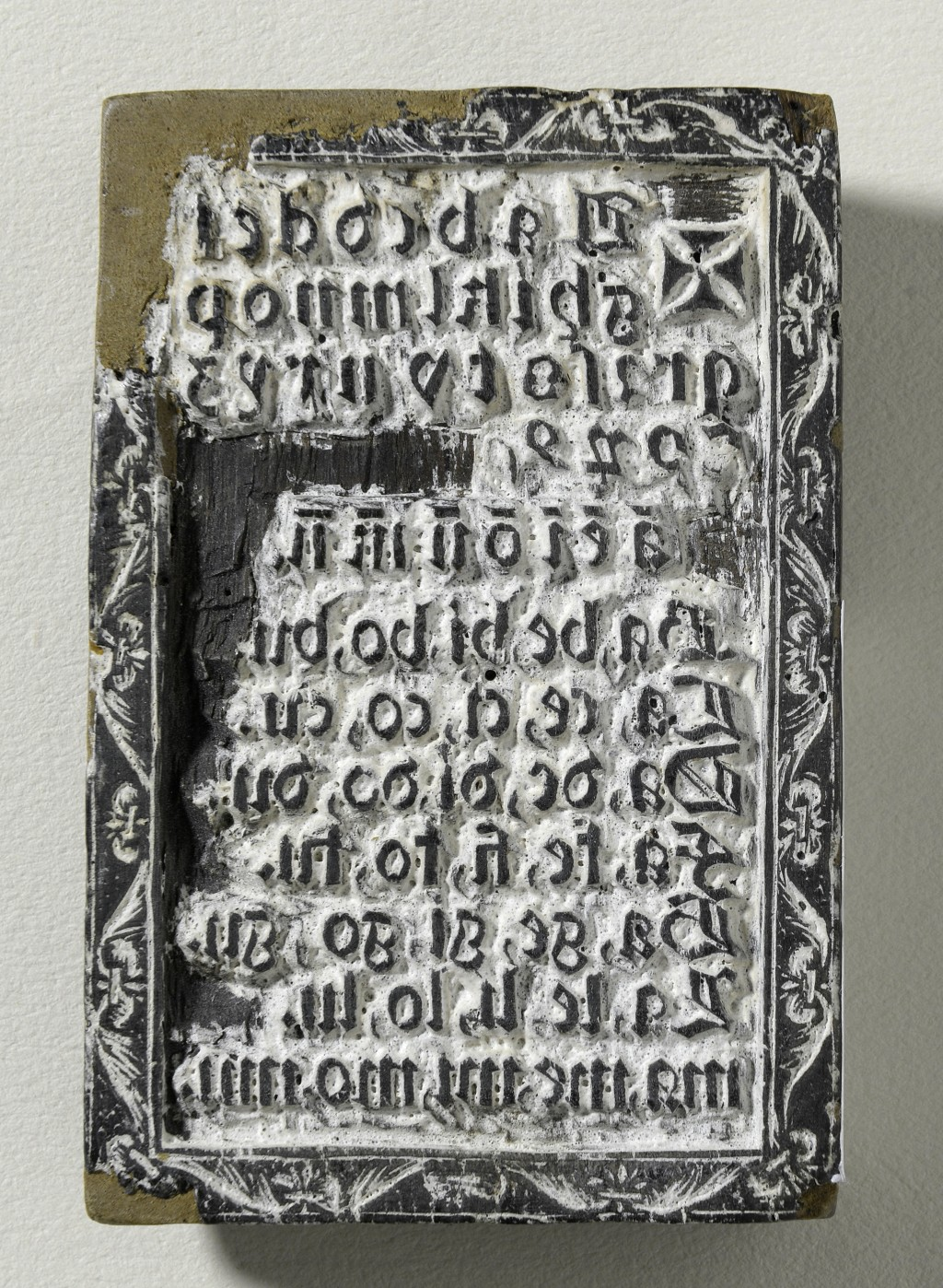
Matriu de la mateixa planxa tabel·lària de fusta de cirerer (molt rara, n'hi ha poques de conservades)

Les primeres beceroles eren manuscrites o murals. De vegades eren completades amb les xifres. Les primeres conservades a Catalunya daten del segle ix. Un fragment d'unes beceroles del segle xvi s'ha descobert en el fons del xilògraf Pere Abadal i Morató (1630-1684), el qual se'n va servir per fer un gravat al vers. Modernament, la paraula s'utilitza per indicar llibres i mètodes per aprendre a llegir, molt diferents dels abecedaris antics. El 1965, Beceroles, comencem a llegir d'Àngels Garriga de Mata va ser el primer llibre didàctic editat en català per l'Editorial Teide. Per extensió, la paraula s'utilitza per anomenar els rudiments de qualsevol ciència o perícia.